# Ronato Alcano

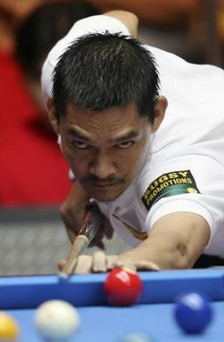
Ronato Alcano in actie

Ronato Alcano (Calamba, 27 juli 1972) is een Filipijns poolspeler. Alcano won in 2006 het wereldkampioenschap 9-ball. Het jaar erop won hij het wereldkampioenschap 8-ball. 

## Prestaties
Alcano, die met slechts een lagereschooldiploma op zak professioneel poolspeler werd, deed in 2000 voor het eerst van zich spreken. Hij haalde de finale van het Rising Stars Tournament, waarin hij, na een 12-7 voorsprong, met 13-12 verloor van Edgar Acaba. 
In 2002 deed Alcano mee aan enkele grote toernooien in de Verenigde Staten. Hij won er vijf toernooien in de Joss Tour en kreeg de prijs "Rookie of the Year 2002". 
In 2005 won hij het het Manilla-toernooi in de WPA Asian Nine-ball Tour. Hij versloeg in de finale Yang Ching-shun met 11-6 en kwalificeerde zich door dat resultaat bovendien voor het wereldkwampioenschap. In dat wereldkampioenschap 9-ball in 2006 in zijn thuisland was hij bijzonder succesvol. Hij versloeg de Duitser Ralf Souquet in de finale met 17-11. Hij werd daarmee na Efren Reyes (1999) de tweede Filipino die de titel won. Met zijn overwinning won Alcano $100.000. Zijn landgenoot Alex Pagulayan werd eerder in 2004 eveneens wereldkampioen, maar deze kwam op dat moment (nog) voor Canada uit.
Het jaar erop, in 2007 won hij In de finale versloeg Alcano zijn landgenoot Dennis Orcollo met 11-8. In datzelfde jaar werd hij nog tweede in de Filipijnse 9-ball Open achter winnaar Antonio Gabica. Bij de 2007-editie van het wereldkampioenschap 9-ball werd hij bij een poging zijn titel te verdedigen uitgeschakeld door de latere winnaar Daryl Peach. Op 11 december 2007 behaalde Alcano een gouden medaille voor de Filipijnen op de Zuidoost-Aziatische Spelen in de singles van het 8-ball toernooi.
Op 25 april 2008 verloor Alcano wereldtitel 8-ball na verlies 13-9 in de finale van de Ralf Souquet. Later dat jaar verloor hij van Mika Immonen in de 2008 editie van het wereldkampioenschap 9-ball.

## Gewonnen toernooien
Door Alcano gewonnen toernooien en titels:
- 2007 goud op het Zuidoost-Aziatische kampioenschap
- 2007 wereldkampioenschap 8-ball
- 2006 wereldkampioenschap 9-ball
- 2005  Manilla-toernooi van het WPA Asian Nine-ball Tour